# Ingvild Isaksen
Ingvild Landvik Isaksen (* 10. Februar 1989 in Fredrikstad) ist eine ehemalige norwegische Fußballspielerin.

## Karriere

### Vereine
Isaksen spielte von 2006 bis 2013 für den norwegischen Erstligisten Kolbotn IL. Ihr größter Erfolg auf Vereinsebene in Norwegen war der Gewinn des norwegischen Fußballpokals im Jahr 2007. Zwischen 2014 und 2017 war Isaksen für den Stabæk FK aktiv.
Im Jahr 2017 wechselte Isaksen zur neu gegründeten Frauenfußballabteilung des italienischen Klubs Juventus Turin und gewann mit dem von Rita Guarino trainierten Team auf Anhieb die Italienische Meisterschaft.
Im Februar 2019 gab Isaksen ihr Karriereende bekannt. Grund hierfür waren anhaltende Knieprobleme.

### Nationalmannschaft
Isaksen durchlief diverse Nachwuchsnationalmannschaften des norwegischen Verbandes. Im Jahr 2009 debütierte sie in der A-Nationalmannschaft Norwegens, mit der sie an den Europameisterschaften 2009 und 2013 teilnahm und 2013 Vizeeuropameisterin wurde. Bei diesem Turnier erzielte Isaksen im Gruppenspiel gegen Deutschland am 17. Juli 2013 ihr erstes Länderspieltor.

## Erfolge
- 2007: Norwegische Pokalsiegerin (Kolbotn IL)
- 2013: Vizeeuropameisterin (Norwegen)
- 2017/18: Italienische Meisterin (Juventus Turin)